# Terek oblast
Terek oblast var en rysk provins (oblast) i generalguvernementet Kaukasus i Kaukasien, 1860—1920 .
Den begränsades av Stavropol i n., Kaspiska havet och Dagestan i öster, Tiflis och
Kutaisi i söder samt Kuban i väster. Södra gränsen följde i västra Kaukasus-kedjans huvudkam; i öster gick den norr om densamma. Nordvästra delen tillhörde
Kumas, den övriga delen Tereks flodområde.
Nära en tredjedel av arealen (södra och västra delarna) var bergland,
återstoden kuperad mark eller fullständigt slättland. På vänstra sidan om floden Terek ligger sandöknar och saltstäpper. Mineralkällor förekom i närheten av Pjatigorsk (i väster). Bergstrakterna hade rik nederbörd, men stäpperna led av torka. Jordbruk och boskapsskötsel var hufvudnäringar. Järnväg gick från
Rostov (i Syd-Ryssland) till Vladikavkaz, provinsens huvudstad, och därifrån in i Dagestan, till Petrovsk
vid Kaspiska havet.
Folkmängden enligt beräkning för
1914 var 1 261 200 personer, enligt folkräkning 1897 933 935
pers., varav i städer 13 procent. Av folkräkningssumman utgjordes 33,7 procent av ryssar, 29 procent av tjetjener
(och ingusjer), 10,8 procent iranska folk (osseter,
perser), 10,3 procent av turk-tatarer (tatarer,
kumyker), 9,3 procent av tjerkesser (och kabardiner)
samt resten av lesginer, armenier, georgier, även
judar, polacker och tyskar m. m.